# Catalogue des Plantes du Maroc
Catalogue des Plantes du Maroc (abreviado Cat. Pl. Maroc) es un libro con ilustraciones y descripciones botánicas que fue escrito conjuntamente por Émile Jahandiez y René Charles Maire y publicado en Argel en 4 volúmenes en los años 1931-1941 con el nombre de Catalogue des Plantes du Maroc (Spermatophytes et Ptéridophytes).
Colaboraron en la edición: Jules Aime Battandier, ; Leon Octave Ducellier; Marie Louis Emberger; Pio Font Quer.

## Publicación
- Volumen n.º 1, 1931;
- Volumen n.º 2, 1932;
- Volumen n.º 3, 1934,
- Volumen n.º 4, 1941